# Supercupa Ungariei
Supercupa Ungariei (maghiară magyar labdarúgó-szuperkupa) este o competiție fotbalistică desfășurată anual începând cu anul 1992 între câștigătoarea campionatului și a Cupa Ungariei. Trofeul nu a fost acordat în anii 1995 și 2001. Federația Maghiară de Fotbal a decis ca trofeul să fie disputat și în anii când o echipă realizează eventul cupă-campionat. Astfel, în această situație, adversara campioanei în Supercupă va fi ocupanta poziției secunde în Nemzeti Bajnokság I.
Cea mai titrată echipă a competiției este Debreceni VSC care a câștigat de cinci ori trofeul, disputând de alte trei ori partida pentru Supercupă. Stadionul Ferenc Puskás din Budapesta a găzduit cele mai multe meciuri ale Supercupei, patru la număr.

## Rezultate
| Sezonul | Campioana Ligii                                                               | Scorul                                                                        | Câștigătoarea Cupei (sau vicecampioana Ligii)                                 | Stadionul                                                                     |
| ------- | ----------------------------------------------------------------------------- | ----------------------------------------------------------------------------- | ----------------------------------------------------------------------------- | ----------------------------------------------------------------------------- |
| 2013    | Győri ETO FC                                                                  | 3 - 0                                                                         | Debreceni VSC                                                                 | Ferenc Puskás, Budapesta                                                      |
| 2012    | Videoton                                                                      | 1 - 1 5 - 3 (pen.)                                                            | Debreceni VSC                                                                 | Stadionul Sóstói, Székesfehérvár                                              |
| 2012    | Videoton                                                                      | 1 - 0                                                                         | Kecskeméti TE                                                                 | Stadionul Széktói, Kecskemét                                                  |
| 2010    | Debreceni VSC                                                                 | 2 - 2 2 - 0 (pen.)                                                            | Videoton                                                                      | Strada Oláh Gábor, Debrețin                                                   |
| 2009    | Debreceni VSC                                                                 | 1- 0                                                                          | Budapest Honvéd FC                                                            | Strada Révész Géza, Siófok                                                    |
| 2008    | MTK Budapesta FC                                                              | 0 - 0 3 - 2 (pen.)                                                            | Debreceni VSC                                                                 | Strada Oláh Gábor, Debrețin                                                   |
| 2007    | Debreceni VSC                                                                 | 4 - 1                                                                         | Honvéd Budapesta                                                              | Strada Oláh Gábor, Debrețin                                                   |
| 2006    | Debreceni VSC                                                                 | 3 - 1                                                                         | Videoton                                                                      | Strada Oláh Gábor, Debrețin                                                   |
| 2005    | FC Sopron                                                                     | 4 - 5                                                                         | Debreceni VSC                                                                 | Strada Oláh Gábor, Debrețin                                                   |
| 2004    | Nu s-a disputat deoarece echipa Ferencvárosi TC Budapesta a realizat eventul! | Nu s-a disputat deoarece echipa Ferencvárosi TC Budapesta a realizat eventul! | Nu s-a disputat deoarece echipa Ferencvárosi TC Budapesta a realizat eventul! | Nu s-a disputat deoarece echipa Ferencvárosi TC Budapesta a realizat eventul! |
| 2003    | MTK Budapesta FC                                                              | 2 - 0                                                                         | Ferencvárosi TC Budapesta                                                     | Ferenc Puskás, Budapesta                                                      |
| 2002    | Zalaegerszegi TE                                                              | 1 - 3                                                                         | Újpest FC                                                                     | Strada Révész Géza, Siófok                                                    |
| 1995    | Nu s-a disputat deoarece echipa Ferencvárosi TC Budapesta a realizat eventul! | Nu s-a disputat deoarece echipa Ferencvárosi TC Budapesta a realizat eventul! | Nu s-a disputat deoarece echipa Ferencvárosi TC Budapesta a realizat eventul! | Nu s-a disputat deoarece echipa Ferencvárosi TC Budapesta a realizat eventul! |
| 1994    | Ferencvárosi TC Budapesta                                                     | 2 - 1                                                                         | Dunakanyar-Vác FC                                                             | Ferenc Puskás, Budapesta                                                      |
| 1993    | Ferencvárosi TC Budapesta                                                     | 2 - 1                                                                         | Honvéd Budapesta                                                              | Ferenc Puskás, Budapesta                                                      |
| 1993    | Újpest FC                                                                     | 3 - 1                                                                         | Ferencvárosi TC Budapesta                                                     | Ferenc Puskás, Budapesta                                                      |

## Câștigători
| Club                   | Câștigători | Finaliști | Ani câștigători              | Ani necâștigători |
| ---------------------- | ----------- | --------- | ---------------------------- | ----------------- |
| Debrecen               | 5           | 3         | 2005, 2006, 2007, 2009, 2010 | 2008, 2012, 2013  |
| Ferencváros            | 4           | 2         | 1993, 1994, 1995, 2004       | 1992, 2003        |
| MTK Hungária/Bp.       | 3           | 0         | 1997, 2003, 2008             | 0—                |
| Videoton/Fehérvar      | 2           | 2         | 2011, 2012                   | 2006, 2010        |
| Újpesti TE / Újpest FC | 2           | 0         | 1992, 2002                   | 0—                |
| Győri ETO FC           | 1           | 0         | 2013                         | 0—                |
| Kispest/Bp. Honvéd     | 0           | 3         | 0—                           | 1993, 2007, 2009  |
| Kecskemét              | 0           | 1         | 0—                           | 2011              |
| FC Sopron              | 0           | 1         | 0—                           | 2005              |
| Vác                    | 0           | 1         | 0—                           | 1994              |
| Zalaegerszeg           | 0           | 1         | 0—                           | 2002              |

## Vezi și
- Nemzeti Bajnokság I
- Cupa Ungariei
- Cupa Ligii Ungariei